# 茶色

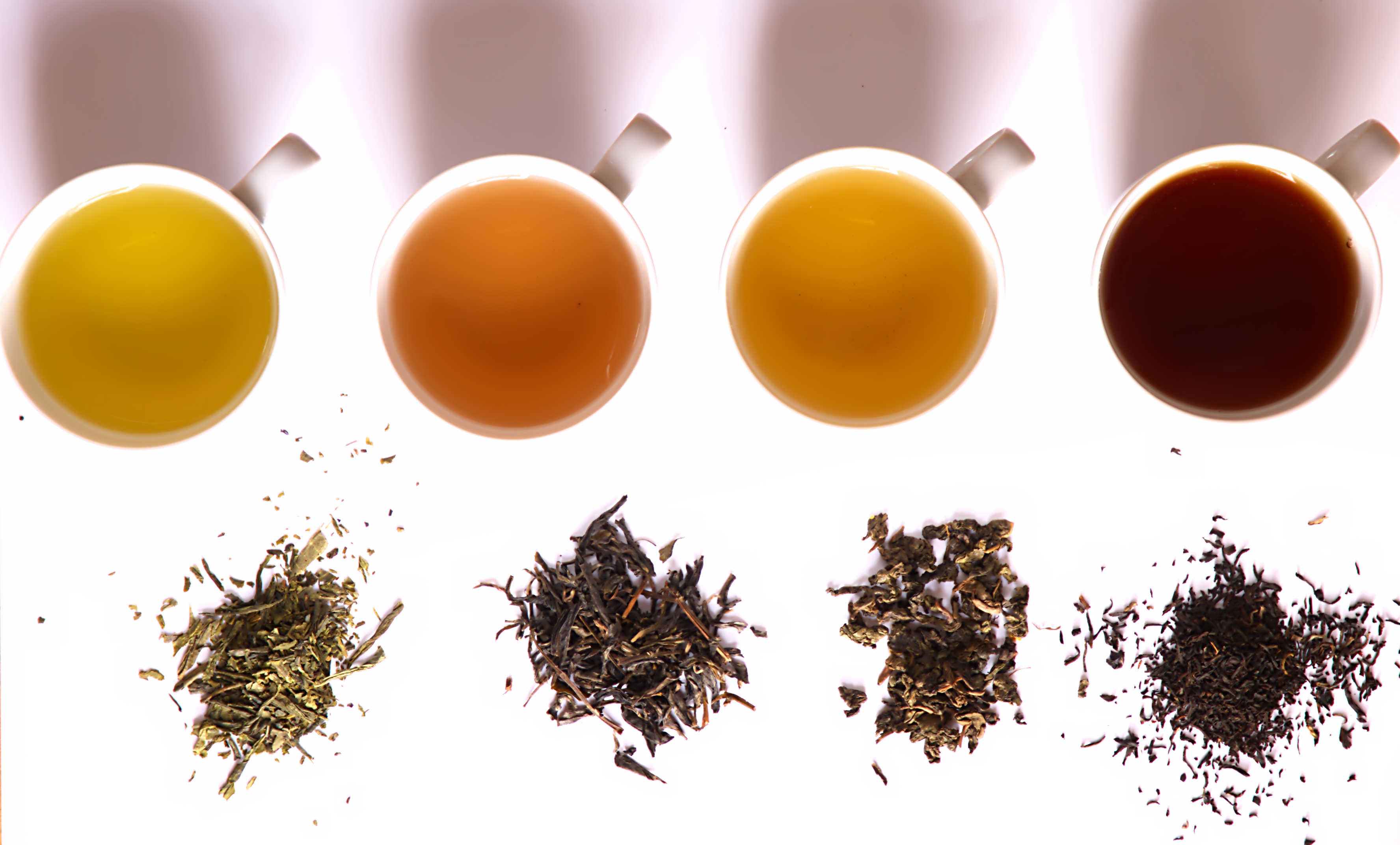
茶色と呼びうる色合いの茶。左から緑茶、茎茶、烏龍茶、紅茶。

茶色（ちゃいろ）は、色の一つで、栗の実のような色。オレンジ色と青もしくは黒の中間色である。茶を染料として使った時に出る色に由来する。また、茶色は寒暖のどちらにも感じられる色であり、中性色に分類される。
化学の世界や、他の色と対比したり、熟語を作る際には褐色（かっしょく）と称する（例：赤茶色→紅褐色）。栗色（くりいろ、りっしょく）ともいう。なお、日本語では「黒砂糖」「黒パン」のように「brown」と「black」が混同されることがあるが、本項目においては“Brown”を茶色（褐色、栗色）、“Black”を黒として明確に区別する。

## 色名としての茶色
茶色は一般的に、木の枝幹、土、栗の実、チョコレートの色としても表現される。室町時代より茶の葉の煎じ汁が染料として使われはじめ、それにともない茶色の名が生まれる。茶染めの服は江戸時代に一般に広まることにより、この名も一般的になる。ただし、当時は「鶯茶」「青茶」など、現代とちがって緑がかった色の名前にも使われていた。『日本歴史大事典』には、「江戸では抹茶に似た色、京坂では煎茶の煮がらしの色をいう」とある。
また、褐色と呼ばれる場合もある。上記のように土の色や木の幹の色を表現するが、コーヒーの色や、日焼けした人の皮膚の色のように、「茶色」とは呼ばずに「褐色」と表現するものもある。ただし、褐色は茶色とは区別され焦茶色などを指す場合もある。また、茶色であることを強調するため茶褐色という言葉もある。褐色の「褐」は、麻や葛（くず）のような繊維でできた、ごつごつしたみすぼらしい衣服を意味する字である。この衣服の土で汚れたような色が「褐色」と呼ばれた。現在の中国語では、茶色は「棕色」（zōngsè, シュロ皮の色）と呼ぶのが普通だが、「褐色」ともいう。
派生色の一種にも「褐色」が使われている。黄色がかった褐色を黄茶（きちゃ）あるいは黄褐色（おうかっしょく）、赤のかった褐色を赤茶（あかちゃ）あるいは紅褐色（こうかっしょく）という。
なお、日本古来の色に、「褐色」と書いて「かちいろ」と読む色があるが、これは紺色の一種である。詳しくは勝色を参照。
また、栗の実の色であることから、スペイン語では茶色を「Marrón」と呼ぶ。
「茶色」「褐色」「栗色」の英語訳としてbrownが充てられる。この語はゲルマン語系であり、語源は熊(bear)に由来するという。

## ウェブカラーとしての茶色
ウェブカラーではbrownが定義されている。色指定するときに"brown"と記述すれば16進数表記で#A52A2Aとして配色され、その色は赤と黒の中間色（赤茶色）である。右表を参照。ただしこの色はすべてのブラウザで問題なく指定できる色ではないので、同系色で安全なものを選択する場合、基本16色の1つとして定義されている"maroon"（マルーン、16進数定義では#800000）を利用するのがよい。

## 光源色/物体色としての茶色（JIS）
色は、光の色として知覚される場合には光源色、光を反射する物体の色として知覚される場合には物体色と呼ばれ分類される。茶色は、物体色においてのみ存在する色である。日本産業規格では、「色の表示方法−光源色の色名（JIS Z 8110）」を定めているが、光源色としては茶色は存在しない。光源色では、茶色の代わりに黄色や橙色が知覚される。
一方、「物体色の色名（JIS Z 8102）」では、茶色とブラウンが同色として定義されている。褐色は、茶色とは異なる色として定義されている。また、褐色とは異なる色としてこげ茶色も定義している。それぞれの色については右表を参照。

## 茶色の色材
天然の土から生産される顔料が知られている。シェンナ、アンバー等がその代表的なものである。このような顔料を総称して、アースピグメント、土壌顔料等と呼ぶ。かつてはイカの墨から作られたセピアも用いられたが、今日のセピアは合成品である。他方で様々な合成有機顔料は、現在でも使われている。

## 近似色
- 赤
- 黒
- 琥珀色
- ベージュ
- 山吹色
- オレンジ色
- 橙色
- 黄土色
- 小豆色
- 鳶色
- 朽葉
- 栗色
- セピア
- チョコレート色
- ぶどう色2号
- 阪急マルーン
- まつざきしげるいろ